# Scene of 創
Scene of 創（シーン・オブ・そう）は、ACIDMANのファーストDVD。2003年3月12日に東芝EMIから発売。インディーズ時代からファーストアルバム「創」までのミュージックビデオを収録。全ての監督は小島淳二。

## 収録曲
1. オープニング
1stアルバム「創」からatが使用されている。
2. 今、透明か
インディーズミニアルバム「酸化空」収録。映像は基本モノクロで、歌詞にある白、黒、青以外の色は極力排されている。科学的な色の濃い作品。
3. 造花が笑う
ファーストシングル。珍しくメンバーが帽子を被っていない。
4. アレグロ
セカンドシングル。造花が笑うのPVの続編的内容となっている。
5. 赤橙
サードシングル。曲名にもある赤橙色が象徴的に使われている。
6. Slow View
同日発売のシングル「Slow View」からボーナストラックとして収録